# Mamma ti ricordo
Mamma ti ricordo (I Remember Mama) è un film del 1948, diretto da George Stevens e tratto dal romanzo autobiografico Io e la mamma di Kathryn Forbes.

## Trama
Katrin sta completando il suo romanzo autobiografico, ricordando la sua infanzia nella San Francisco del 1910 con la madre Marta, il padre Lars e i fratelli Christine, Dagmar e Nels. La famiglia, di origine norvegese, vive con sacrifici ma con amore e unità. Quando Nels esprime il desiderio di frequentare la scuola superiore, tutti contribuiscono per permettergli di realizzare il suo sogno.
Marta riceve la visita della sorella Trina che annuncia il suo matrimonio con l’impresario di pompe funebri Peter Thorkelson. Per evitare l'opposizione delle sorelle Sigrid e Jenny, Marta usa la sua astuzia per far loro accettare la notizia. L’equilibrio della famiglia viene turbato dall’arrivo di zio Chris, un uomo rude ma dal cuore generoso, accompagnato dalla sua compagna Jessie. Quando Dagmar si ammala gravemente, Chris insiste per portarla in ospedale, dove viene operata con successo. Marta, per starle vicino, si traveste da inserviente e canta dolcemente alla figlia.
Al ritorno a casa, Dagmar scopre che il suo gatto è stato ferito. Convinta che la madre possa guarirlo, glielo affida. Marta, credendolo senza speranza, tenta di sopprimerlo con il cloroformio ma il giorno dopo il gatto si risveglia miracolosamente guarito.
Nel frattempo, Hyde, l'affittuario, lascia la casa senza pagare l’affitto, ma donando alla famiglia la sua preziosa collezione di libri. Nonostante l’iniziale delusione, Marta insegna ai suoi figli che la cultura vale più del denaro.
Katrin, dopo una serie di rifiuti letterari, ritrova fiducia grazie alla madre, che convince la scrittrice Florence Dana Moorhead a leggere i suoi racconti. Seguendo il consiglio di scrivere ciò che conosce, Katrin si ispira alla sua infanzia e ottiene la sua prima pubblicazione. Mentre legge il suo racconto alla famiglia, intitolato “La mamma all'ospedale”, le sue parole risuonano con il ricordo più prezioso di tutti: l’amore e la forza di sua madre.

## Riconoscimenti
- 1949 - Premio Oscar
  - Candidatura Miglior attrice protagonista a Irene Dunne
  - Candidatura Miglior attore non protagonista a Oskar Homolka
  - Candidatura Miglior attrice non protagonista a Barbara Bel Geddes
  - Candidatura Miglior attrice non protagonista a Ellen Corby
  - Candidatura Migliore fotografia a Nicholas Musuraca
- 1949 - Golden Globe
  - Miglior attrice non protagonista a Ellen Corby